# White Sincerely
『White Sincerely』（ホワイト・シンシアリー）は、声優・松来未祐のアルバムである。
2008年9月26日にLantisから『Memories〜Miyu Matsuki Best Songs〜』が松来未祐名義で発売されているが、レコード会社の枠を越えてのキャラクターソング集であり、本作が最初で最後のオリジナルアルバムとなった。

## 収録曲
1. White Sincerely
  - 作詞：micco、作曲：菊池達也
2. Signs of love
  - 作詞・作曲：micco
3. 夢トビラ
  - 作詞：micco、作曲：菊池達也
4. Dream in Dream
  - 作詞：松来未祐、作曲：菊池達也
5. 鮮やかな景色
  - 作詞：micco、作曲：菊池達也
6. まっすぐな願い
  - 作詞・作曲：micco
7. 呼吸
  - 作詞：micco、作曲：菊池達也
8. お菓子な世界のワンダーランド
  - 作詞：micco、作曲：菊池達也
9. おやすみなさい
  - 作詞：松来未祐、作曲：菊池達也
10. HOME
  - 作詞：松来未祐、作曲：菊池達也

## 制作STAFF
- Performed by 松来未祐
- Sound Producer by marble
- Arrange&All Instrument:菊池達也（marble）
- Vocal Direction:micco（marble）
- Recording&Mix Engineer:篠原麻梨
- Mastering Engineer:山口貴規

## 関連番組
- 松来未祐 今日の一言シンシアリー（2013年8月19日 - 9月27日）
- 超!mobile A&G presents 松来未祐の生放送! 生ホワイトシンシアリー（2013年9月18日）[6]
- 松来未祐一言シンシアリー 生放送SP（ニコニコ生放送：2013年9月27日）[7]